# أغنيس فاي مورغان
أغنيس فاي مورغان (بالإنجليزية: Agnes Fay Morgan) هي عالمة كيمياء حيوية وكيميائية أمريكية، ولدت في 4 مايو 1884 في بيوريا في الولايات المتحدة، وتوفيت في 20 يوليو 1968 بسبب نوبة قلبية.
تقلدت مورغان عدة مناصب تدريسية في مدارس صغيرة بصفتها متخرجة من جامعة شيكاغو، قبل أن تحصل على الدكتوراه وتعمل في بيركلي. أجرى معمل مورغان العديد من الأبحاث المهمة حول التركيب الغذائي للطعام والكيمياء الحيوية للفيتامينات، خاصة حمض بانتوثينيك (فيتامين ب5). ربط عملها نقص كثافة العظام بالتقدم في العمر وارتفاع الكوليستيرول بتناول حمية مليئة بالدهون.
ظلت مورغان مرتبطة ببيركلي لمدة 50 عامًا، وظلت نشطة في مجالها حتى قبل وفاتها بفترة وجيزة، بالرغم من تقاعدها في عام 1954. نالت ميدالية غارفان من الجمعية الكيميائية الأمريكية وجائزة بوردين البحثية من مؤسسة شركة بوردين. وفي بيركلي، سُمي حرم مختبر التغذية على اسمها احتفالا بها. كما تقدم جمعية الكيمياء الشرفية الأمريكية لوتا سيغما باي جائزة أنغيس فاي مورغان البحثية للنساء المتميزات في هذا المجال.

## حياتها المبكرة
وُلدت آغنيس فاي عام 1884 في بيوريا الواقعة في إلينوي،  وكان والدها باتريك فاي قد قدم من غالواي الواقعة في أيرلندا، وامتهن العمل اليدوي قبل أن يصبح بنّاءً.
بعد تخرجها من ثانوية بيوريا، تلقّت آغنيس منحة جامعية كاملة من مانح محلي، فارتادت كلية فاسار لمدة قصيرة قبل الانتقال لجامعة شيكاغو، حيث اختارت اختصاص الفيزياء، لتغيّره لاحقاً للكيمياء بعدما حضرت دورة عنها لدى يوليوس شتيغليتست (Julius Stieglitz)، والذي كان بدوره كيميائياً مؤثراً، وأصبح فيما بعد عضواً في الأكاديمية الوطنية للعلوم ورئيساً للجمعية الأمريكية للكيمياء، فحصلت فاي على درجتي البكالوريوس والماجستير في الكيمياء في عامي 1904 و1905 على التوالي، وعملت لما يقارب السنة كموجهة للكيمياء في إحدى الكليات، بيد أن المراجع قد اختلفت حول اسم هذه الكلية.
أثناء تدريسها في جامعة مونتانا بين عامي 1907 و1908، تزوجت فاي من آرثر آي. مورغان (Arthur I. Morgan) وكان أحد أرفع لاعبي كرة القدم في الجامعة، ورغم أن فاي كانت مدرّسته في مادة الكيمياء، كان يكبرها مورغان بأربعة أعوام، ولكنه كان قد سجّل في كلية مونتانا بعد قضاء خدمته العسكرية في الحرب الإسبانية الأمريكية، وأصبح فيما بعد مديراً لمدرسة للبنين وعمل لدى شركة سبيري فلور حتى أصبح نائب مديرها.
بعد التدريس في جامعة واشنطن من عام 1910 وحتى 1912، حصلت مورغان على درجة الدكتوراه في الكيمياء من جامعة شيكاغو عام 1914 وقد أشرف شتيغليتست على أطروحتها، [8]ولعلها كانت المرأة المتزوجة الوحيدة التي نالت الدكتوراه في الكيمياء خلال السنوات البضع الأول من القرن العشرين، ففي الوقت الذي لم ترحب فيه الكليات الجامعية بالنساء المتزوجات عموماً (إذ كان من المتوقع من الأستاذة الأنثى عادة أن تستقيل عند زواجها)، وافق شتيغليتست على كتابة رسالة توصية لمورغان من أجل منصب في جامعة إيلينوي، وقد أشار في رسالته إلى أن الجامعة ينبغي أن تتغاضى عن وضع مورغان العائلي لأن زوجها كان مريضاً في ذلك الحين.

## الحياة المهنية في بيركلي

### السنوات المبكرة
من غير المعروف ما إذا قدمت جامعة إلينوس عرضًا لمورغان، ولكن على أي حال، فهي قامت بالمقابلة لنيل الوظيفة في بيركلي. كانت مقابلتها مجدولة مع العميد، ولكنه أرسل زوجته وابنته المراهقة لإجراء تلك المقابلة. وافقت مورغان على وظيفة بيركلي، التي كانت في قسم الاقتصاد المنزلي. كان راتب مورغان في تلك الوظيفة 1800 دولار، بينما كان راتب الذكور في نفس الوظيفة في ذلك الوقت 2400 دولار للحاصلين على الدكتوراه و1800 دولار بدون دكتوراه. عندما وصلت مورغان إلى بيركلي، وجدت أن عليها تدريس مساقات في التغذية والحمية. وبالرغم من خلفيتها الكيميائية، قالت على التغذية «إنها فرع لا أعلم عنه شيئًا، ولم يعلم غيري عنه شيئًا في ذلك الوقت.» وقالت أنها أجبرت على البحث عن المقرر الدراسي في المجلات العلمية الألمانية في أغلب الأوقات.
كانت إحدى اهتمامات مورغان أن تحاول إجراء الأبحاث العلمية حول الممارسات المنزلية؛ إذ لم تكن راغبة في تدريس مبادئ الاقتصاد المنزلي القديمة إذا لم تكن مدعومة بالعلم. هذا يعني أن طلابها احتاجوا أن يحصلوا على خلفية علمية صارمة عن أي برنامج اقتصاد منزلي آخر في الولايات المتحدة. ونتيجة لذلك، وجد طلابها أنفسهم مؤهلين لأدوار لم تكن متاحة من قبل لخريجي الاقتصاد المنزلي، مثل إدارة التغذية في المستشفيات وتدريس العلوم الأساسية.
```
حتى بين النساء في الحياة الأكاديمية، كانت مورغان غير تقليدية، إذ جاءت من عائلة مهاجرة بدخل متواضع. وبطرائق عديدة، كانت مورغان أخصائية اقتصاد منزلي غير تقليدية. لم يرقها الطبخ ورعاية المنزل، ووصِفت طريقتها في ارتداء الملابس بأنها «عتيقة» لأول عقدين من عملها في بيركلي. أسست مورغان ناديًّا خاصًا بالنساء في بيركلي بسبب عدم السماح لهن بالدخول إلى أغلب أجزاء النادي الموجود بالفعل. استُخدم هذا النادي كمكان لإجراء الاجتماعات وتناول الغذاء والعشاء والمبيت بالنسبة لعضوات وزائرات حرم الجامعة.
[
6
]
```

واجه قسم مورغان عقبات مالية في عصر ما قبل التمويل الفيدرالي للأبحاث العلمية. وفرت مورغان مساقات تعليمية في الخدمات الغذائية للمدرسين والممرضين وغيرهم من أجل جلب التمويل. قللت تلك الفصول من سمعة القسم في الجامعة، لأن الأساتذة اعتبروا أنها ترفيهية وأقل من مستوى الجامعة. مُنعت مورغان من قبول التمويل الصناعي للبحث العلمي بسبب ذلك، ولم توفر لها الجامعة مساحة كافية لإجراء أبحاثها العلمية. والمزيد من الصعوبات التي تعرضت لها مورغان كانت في الانتقادات السابقة لها برفع المعايير الأكاديمية لبرنامج الاقتصاد المنزلي بصورة غير معهودة.

### قيادة القسم والأمومة والحياة المهنية اللاحقة
منذ عام 1916 حتى تقاعدها في عام 1954، كانت مورغان رئيسة القسم أو مساعدة رئيس القسم. في البداية، كانت رئاسة قسم الاقتصاد المنزلي موزعة بين مورغان (رئيسة شعبة الرعاية المنزلية العلمية) وماري باتيرسون (رئيسة شعبة الرعاية المنزلية الفنية). لم تكن مورغان مولعة بمشاركة القسم مع ماري، التي كانت لها خلفية في الفنون التشكيلية ولم يكن لها أي اهتمام بالعلوم. قبل 1920، وافق رئيس بيركلي دافيد بريسكوت باروز على طلب مورغان بفصل الشعبتين إلى قسمين بسبب اختلاف المقررات الدراسية والفلسفات والكلية، وأصبحت مورغان الرئيسة الوحيدة لقسم الرعاية المنزلية العلمية.
انتظرت مورغان قبل الحمل لفترة حتى تأمين درجتها الأكاديمية. أنجبت ولدًا في عام 1923، وهي نفس السن التي أصبحت فيها أستاذة كاملة. تفاجئ زملاؤها بحملها، لأنها لم تذكر عنه أي معلومات أثناء فترة الحمل، كما أنها أخفت أي دليل جسدي عن الحمل باستخدام معطف المختبر الطويل. تذكرت مورغان رد فعل أحد زملائها من الذكور عندما وصلته تلك الأخبار، إذ قال لها أنها لو أنجبت 5 أطفال مثله، للاحظت الطفل الجديد بالكاد. انتقلت والدة مورغان إليها حتى ترعى الطفل وتوفر لمورغان الفرصة لمتابعة عملها دون إزعاج.
في منتصف عشرينات القرن الماضي، رأت مورغان الحاجة الماسة إلى دعم العمل الغذائي بالتعليم الجامعي. إذ قالت أن خبراء التغذية لن يكون لهم وزن في المجال الطبي إذا لم يحصلوا على درجة أكاديمية مدعومة بالعلم، وقدرة على تطبيق نتائج الأبحاث العلمية في المختبرات. وفي انتظار جعل خبراء التغذية أساتذة جامعيين، أكدت مورغان على «فصل خبراء التغذية من جانب الممرضين وإضافته إلى جانب الأطباء في المستشفيات.» لم يكن لهذا التصريح تأثير كبير في ذلك الوقت، لأن خبراء التغذية كانوا مهتمين بالجوانب الخاصة بالممارسة لتغذية الناس في المستشفى.
وبصفتها رئيسة القسم، عُرفت مورغان كقائدة صارمة، وكان يُنظر إليها بخوف من الكثيرين في الاقتصاد المنزلي، بالرغم من أنها جذبت الكثيرين من الأعضاء. شعر بعض أعضاء الكلية أن مورغان كانت ترى أنها دائما على حق.

### الأبحاث والكتابة
اختصت الأبحاث العلمية الناشئة من مختبر مورغان بالكيمياء الحيوية للفيتامينات والقيمة الغذائية للأنواع المختلفة من الطعام. أصبحت مشهورة بعد ذلك بعملها في فحص حمض البانتوثينيك (فيتامين ب5) على وظائف الغدة الكظرية. في أبحاثها المبكرة، حللت مورغان الأطعمة المعالجة ووصفت تركيبها من الفيتامينات. كانت الأولى التي تؤسس مادة حافظة، ثنائي أكسيد الكبريت لحماية فيتامين ج ولكنه أتلف الثيامين.
في عام 1938، انتقل قسم الاقتصاد المنزلي تحت إدارة كلية الزراعة، وأصبح كل أعضاء الكلية في تعاون مع محطة كاليفورنيا للزراعة التجريبية. اندرج اسمها لاحقًا في مشروع لمحطة كاليفورنيا للزراعة التجريبية يفحص تغذية المسنين في مقاطعة سان ماتيو. خلص هذا العمل إلى استنتاجين مهمين: أن كثافة العظام تبدأ في التدهور في النساء بين أعمار 50 و65، وأن إضافة الدهون في الوجبات الغذائية يؤدي إلى زيادة مستوى الكوليستيرول في الدم.
في إحدى دراساتها الأخرى، عملت مورغان مع مربي ثعالب لدراسة تأثير الحمية المحتوية على كميات قليلة أو طبيعية من فيتامين ب. طورت مجموعة العلاج (التي كان تناول الفيتامينات فيها محدودًا) غطاء رمادي خفيف متناثر يشبه الثعلب الفضي. وجدت مورغان أن المجموعة التي تتناول كمية طبيعية من فيتامين ب كان لها فراء أسود لامع. صُنع شال من فراء كل من المجموعتين بعد انتهاء التجربة، وارتدت مورغان الشال في مناسبتين على الأقل، أثناء تقديم بيانات الدراسة في عام 1939 وأثناء نيل ميدالية غارفان بعد هذا التاريخ بعشر سنوات.

## حياتها اللاحقة وإرثها
بالإضافة إلى فوزها بميدالية غارفان عام 1949 والتي منحتها الجمعية الأمريكية للكيمياء للنساء البارزات في مجال الكيمياء، كانت مورغان أول استاذة أنثى تُنصّب كمحاضِرة بحثية في بيركلي عام 1951، وكان قد اختارها زملاؤها في الكلية في بيركلي لمنزلة الشرف هذه، كما تلقت عام 1954 بالمشاركة مع الباحث آرثر اتش. سميث (Arthur H. Smith) من جامعة ولاية واين جائزة بوردن للأبحاث من مؤسسة شركة بوردن.
ورغم تقاعدها رسمياً عام 1954، استمرت مورغان في ارتياد مكتبها طيلة ما تبقى من حياتها تقريباً،  وكان نظام جامعة كاليفورنيا قد قرر عقب تقاعدها إتاحة تعليم اقتصاديات المنزل في حرمها الجامعي في دافيس وسانتا باربارا فقط، وتمت المتابعة بالبرنامج الغذائي في بيركلي.
بعد تاريخ تقاعد مورغان، نُشرت أربعون ورقة بحثية مما أنجزته، وبعد مُقاساتها نوبة قلبية في بدايات تموز/يوليو عام 1968، توفيت في العشرين من الشهر ذاته، وكانت ما تزال تترأس حتى وفاتها لجنة اختيار الزملاء الجدد في المعهد الأمريكي للتغذية.
وفي ستينيات القرن العشرين، أُعيدت تسمية مخبر التغذية في بيركلي لـ (قاعة أغنيس فاي مورغان)، كما تمنح جمعية التكريم في مجال الكيمياء؛ إيوتا سيغما باي، جائزة أغنيس فاي مورغان للأبحاث مكافأةً للنساء اللاتي يقدمن مساهمات بارزة في هذا المجال، إذ كانت مورغان أحد الأفراد المؤسسين لهذه المجموعة، وعملت في المنظمة الوطنية كمؤرختها المعتمَدة لعدة سنوات.